# 12812 Cioni
12812 Cioni è un asteroide della fascia principale. Scoperto nel 1996, presenta un'orbita caratterizzata da un semiasse maggiore pari a 2,4119838 au e da un'eccentricità di 0,1448224, inclinata di 2,41260° rispetto all'eclittica.